# Attraction des longues branches
Pour les articles homonymes, voir LBA et Long Branch.
L'attraction des longues branches (ou LBA, pour long branch attraction en anglais) est un artefact de reconstruction en phylogénie qui provoque le regroupement des taxons qui évoluent le plus rapidement sans refléter aucunement leur véritable lien de parenté. Ce phénomène est lié à l'accumulation de substitutions convergentes qui sont interprétées comme des synapomorphies. L'attraction des longues branches affecte particulièrement les méthodes de parcimonie, notamment parce qu'elles n'autorisent pas de différence dans les taux de substitution,.

## Longues branches célèbres
- Un des exemples les plus célèbres d'erreurs phylogénétiques imputables à l'attraction des longues branches est l'hypothèse provocante de la paraphylie des rongeurs proposée au début des années 1990. Le cochon d'inde était exclu des rongeurs de manière particulièrement surprenante. Il fut heureusement réintégré à la suite d'une série de publications contradictoires à ce sujet dans la revue Nature[3],[4],[5],[6].

- Les liens de parentés entre les animaux bilatériens ont fait l'objet d'un débat intense en ce qui concerne la position dans l'arbre de deux phyla dont l'évolution fut très rapide : les nématodes et les plathelminthes. Le consensus actuel est que ces deux groupes sont respectivement inclus dans les deux clades majeurs des protostomiens, les ecdysozoaires et les lophotrochozoaires. Leur morphologie simple serait apparue après la perte de nombreux caractères ancestraux. Cette topologie, considérée comme admise, a été contestée par de nombreuses analyses phylogénomiques dont la pertinence a été finalement remise en cause en raison de leur faible échantillonnage taxonomique[7].

## Limiter les longues branches
Différentes stratégies peuvent être mises en œuvre pour limiter ce problème :
- les méthodes d'inférence phylogénétique de type probabiliste telles que le maximum de vraisemblance ou l'inférence bayésienne permettent  de réduire le phénomène d'attraction de branche longue en autorisant des différences de vitesse d'évolution (loi gamma, covarion) et en décrivant de manière réaliste les processus de substitution,
- l'ajout de taxons dans une analyse phylogénétique permet de « casser les longues branches » en facilitant l'estimation des longueurs réelles de branches. L'intérêt de ce procédé dépend surtout du groupe taxonomique étudié.
- Récemment, le développement par N. Lartillot d'un nouveau modèle d'évolution moléculaire, le modèle CAT, a permis de limiter drastiquement certains phénomènes d'attraction, notamment dans les analyses phylogénomiques[8]. Ce modèle permet de rendre compte de l'hétérogénéité des sites de l'alignement en les affectant à des catégories possédant leurs propres modalités d'évolution moléculaire, ces catégories reflétant théoriquement les propriétés biochimiques des domaines et des acides aminés concernés.